# Jean-François Oeben
Jean-François Oeben o Johann Franz Oeben (Heinsberg, ducado de Jülich, 9 de octubre de 1721-París, 21 de enero de 1763) fue un ebanista alemán afincado en Francia. Está considerado el mejor ebanista francés de mediados del siglo XVIII.

## Biografía
De origen flamenco, nació en Heinsberg, en el ducado de Jülich, en 1721. Instalado en París probablemente a finales de los años 1740 —en 1749 casó con Françoise Marguerite Vandercruse, hermana del ebanista Roger Vandercruse—, en 1751 entró como aprendiz en el taller de Charles-Joseph Boulle, hijo del famoso ebanista André-Charles Boulle. Protegido  de la marquesa de Pompadour, en 1754 fue nombrado ébéniste du Roy («ebanista del Rey») y abrió su taller en la fábrica de los Gobelinos. En 1761 alcanzó la categoría de maître ébéniste («maestro ebanista»).
Su obra inicial se engloba en el estilo Luis XV, pero posteriormente fue el principal artífice del llamado «estilo Transición», que se sitúa entre los estilos Luis XV y Luis XVI. Sus muebles se caracterizan por la combinación de líneas rectas y curvas y por el uso de la taracea, así como por una marquetería de aspecto pictórico (uno de sus motivos habituales eran cestos de flores enmarcados por cintas entrelazadas). También fue un hábil constructor de mecanismos para apartamentos secretos (meubles à secrets y meubles à surprises). Un buen exponente es el Bureau du Roi (1760), el escritorio de Luis XV de Francia en el palacio de Versalles, acabado por su discípulo Jean-Henri Riesener. Otras obras suyas se encuentran en el Residenzmuseum de Múnich y en el Rijksmuseum de Ámsterdam.
Pese al éxito de su obra Oeben murió en la ruina. Su viuda se hizo cargo del taller y continuó usando su estampilla, hasta que en 1767 se casó con Riesener.
Su hermano menor, Simon-François Oeben, también ebanista, le sucedió como director de los Gobelinos. Por parte de su hija Victoire, fue el abuelo del pintor Eugène Delacroix.